# Caspar Frantz
Caspar Frantz (* 1980 in Kiel) ist ein deutscher Pianist und Hochschullehrer.

## Vita
Caspar Frantz erhielt seit dem Alter von sieben Jahren Klavierunterricht. Seine Studien absolvierte er in den Klassen von Matthias Kirschnereit an der Hochschule für Musik und Theater Rostock sowie im Fach Kammermusik bei Eberhard Feltz an der Hochschule für Musik „Hanns Eisler“ Berlin. Weitere wichtige künstlerische Impulse erhielt er durch Renate Kretschmar-Fischer und Elisabeth Leonskaja und absolvierte Meisterkurse bei Karl-Heinz Kämmerling, Maria João Pires und György Kurtág.
Er spielte zusammen mit dem Sinfonieorchester des MDR, mit dem Philharmonischen Orchester der Stadt Kiel, der Neuen Philharmonie Westfalen, der Staatsphilharmonie Moldova Iaşi, der Polnischen Kammerphilharmonie und der Norddeutschen Philharmonie Rostock. Er ist häufig Gast renommierter Musikfestivals, so z. B. des Schleswig-Holstein-Musik-Festivals, des Rheingau Musik Festivals, der Festspiele Schwetzingen und des Beethovenfests Bonn. Zu seinen Kammermusikpartnern gehören u. a. Chloë Hanslip, Antje Weithaas, Sabine Meyer, Bryn Terfel und das Vogler-Quartett. Von 2005 bis 2010 widmete sich Caspar Frantz der zyklischen Aufführung sämtlicher Klaviersonaten Ludwig van Beethovens auf Schloss Melschede (Sundern).
2004 erhielt Caspar Frantz das Carl-Heinz-Illies-Förderstipendium der Deutschen Stiftung Musikleben. Er ist, im Duo mit dem Cellisten Julian Arp, Preisträger des Deutschen Musikwettbewerbs, des Mendelssohn Wettbewerbs und des Premio Vittorio Gui, Florenz. Das Duo Arp-Frantz hat drei CDs für das Label Genuin eingespielt, darunter das Gesamtwerk für Violoncello und Klavier von Felix Mendelssohn Bartholdy. Caspar Frantz’ neueste Solo-Einspielung mit Werken von Robert Schumann erschien beim Label Ars Produktion. Caspar Frantz war Stipendiat von Villa Musica und der Rostocker Horst-Rahe-Stiftung.
Er war außerdem Kurator der Berliner Literaturzeitschrift Belletristik. Seit März 2015 ist Caspar Frantz Professor für Kammermusik an der Hochschule für Musik und Theater „Felix Mendelssohn Bartholdy“ Leipzig.
Caspar Frantz ist Neffe des Pianisten und Dirigenten Justus Frantz.

## Preise
- Mehrfacher erster Preisträger des Bundeswettbewerbs Jugend musiziert.
- Preisträger des Grotrian-Steinweg Klavierspielwettbewerbs, Braunschweig.
- 2003 zusammen mit dem Cellisten Julian Arp erster Preisträger des 1. Relais & Châteu Kammermusik-Förderwettbewerbs.[5]
- 2006 zusammen mit Julian Arp 1. Preisträger des Mendelssohn-Wettbewerbs.
- 2006 zusammen mit Julian Arp Preisträger des deutschen Musikwettbewerbs.[3]
- 2006 zusammen mit Julian Arp 1. Preisträger des Premio Vittorio Gui (Florenz)